# San Francisco Giants

Cap Logo

San Francisco Giants is een Amerikaanse honkbalclub uit San Francisco, Californië. De club is in 1883 opgericht als de New York Gothams. In 1886 werd dit de New York Giants. In 1958 kwam de club naar San Francisco en kreeg de naam San Francisco Giants.
De Giants spelen hun wedstrijden in de Major League Baseball. Ze komen uit in de Western Division van de National League. Het stadion van de Giants heet Oracle Park. Ze hebben acht keer de World Series gewonnen: in 1905, 1921, 1922, 1933, 1954, 2010, 2012 en 2014.

## Erelijst
Van 1883 t/m 1885 als New York Gothams, van 1886 t/m 1957 als New York Giants, en van 1958 t/m heden als San Francisco Giants.
- Winnaar World Series (8×): 1905, 1921, 1922, 1933, 1954, 2010, 2012, 2014
- Runners-up World Series (12×): 1911, 1912, 1913, 1917, 1923, 1924, 1936, 1937, 1951, 1962, 1989, 2002
- Winnaar National League (23×): 1888, 1889, 1904, 1905, 1911, 1912, 1913, 1917, 1921, 1922, 1923, 1924, 1933, 1936, 1937, 1951, 1954, 1962, 1989, 2002, 2010, 2012, 2014
- Winnaar National League West (9×): 1971, 1987, 1989, 1997, 2000, 2003, 2010, 2012, 2021
- Winnaar National League Wild Card (van 1994 t/m heden) (3×): 2002, 2014, 2016
- National League Wild Card Game (van 2012 t/m 2019 en 2021) (2×): 2014, 2016